# Andreas Trajkovski
Andreas Trajkovski Sørensen (* 18. März 1993 in Kopenhagen, Dänemark) ist ein ehemals dänischer, jetzt nordmazedonischer Leichtathlet mit mazedonischen Vorfahren Herkunft, der im Sprint und im Weitsprung an den Start geht und seit 2022 für Nordmazedonien startberechtigt ist. Auch sein Vater Christian Trajkovski war als Leichtathlet erfolgreich.

## Sportliche Laufbahn
Erste internationale Erfahrungen sammelte Andreas Trajkovski im Jahr 2009 für Dänemark, als er bei den Jugendweltmeisterschaften in Brixen mit 7,32 m den neunten Platz im Weitsprung belegte. Anschließend siegte er beim Europäischen Olympischen Jugendfestival (EYOF) in Tampere mit einer Weite von 7,37 m. Im Jahr darauf startete er bei den erstmals ausgetragenen Olympischen Jugendspielen in Singapur und belegte dort mit 7,33 m den fünften Platz und 2011 gelangte er bei den Junioreneuropameisterschaften in Tallinn mit 7,50 m auf Rang sieben. Im Jahr darauf gewann er bei den Juniorenweltmeisterschaften in Barcelona mit 7,82 m die Silbermedaille und verpasste mit der dänischen 4-mal-100-Meter-Staffel mit 40,60 s den Finaleinzug. 2013 begann er ein Studium am Iowa Western Community College und besuchte anschließend die University of Arkansas. 2015 belegte er bei den U23-Europameisterschaften in Tampere mit 7,71 m den sechsten Platz.
Seit 2022 tritt er international für Nordmazedonien an und gewann im März bei den Balkan-Hallenmeisterschaften in Istanbul mit 7,62 m die Bronzemedaille im Weitsprung hinter dem Albaner Izmir Smajlaj und Marko Čeko aus Kroatien und schied im 60-Meter-Lauf mit 7,02 s in der Vorrunde aus. Im Juni schied er bei den Balkan-Meisterschaften in Craiova mit 10,88 s im Vorlauf über 100 Meter aus und gelangte im Weitsprung mit 7,50 m auf den zehnten Platz. Im Jahr darauf wurde er bei der 3. Liga der Team-Europameisterschaft im Rahmen der Europaspiele in Chorzów in 10,81 s Fünfter über 100 Meter und wurde im Weitsprung mit 7,73 m Erster. Zudem gelangte er mit der 4-mal-100-Meter-Staffel mit 41,75 s auf Rang fünf. Anschließend gewann er bei den Balkan-Meisterschaften in Kraljevo mit 7,75 m die Bronzemedaille im Weitsprung hinter den Serben Strahinja Jovančević und Lazar Anić. Zudem belegte er im Staffelbewerb in 41,79 s den siebten Platz. 2024 gewann er bei den Balkan-Hallenmeisterschaften in Istanbul mit 7,79 m die Silbermedaille hinter dem Kroaten Luka Ćurković und anschließend wurde er bei den Hallenweltmeisterschaften in Glasgow mit 7,73 m Zwölfter. Ende Mai belegte er bei den Balkan-Meisterschaften in Izmir mit 7,69 m den sechsten Platz im Weitsprung und mit der Staffel gelangte er mit 41,59 s auf Rang vier. Kurz darauf verpasste er bei den Europameisterschaften in Rom mit 7,73 m den Finaleinzug. Im Jahr darauf gewann er bei den Balkan-Hallenmeisterschaften in Belgrad mit 7,63 m die Bronzemedaille hinter dem Bulgaren Boschidar Sarabojukow und Danylo Dubyna aus der Ukraine. Anschließend belegte er bei den Halleneuropameisterschaften in Apeldoorn mit 7,65 m den achten Platz. Ende Juni wurde er bei der 3. Liga der Team-Europameisterschaft in Maribor mit 7,83 m Erster im Weitsprung sowie in 40,89 s auch in der 4-mal-100-Meter-Staffel. Anschließend gewann er bei den Balkan-Meisterschaften in Volos mit 7,77 m die Bronzemedaille im Weitsprung hinter dem Griechen Miltiadis Tendoglou und Boschidar Sarabojukow aus Bulgarien und belegte mit der Staffel in 41,84 s den fünften Platz.
In den Jahren 2014 und 2018 wurde Trajkovski dänischer Meister im Weitsprung sowie 2011 im 100-Meter-Lauf und 2018 über 200 Meter. Zudem siegte er 2014 in der 4-mal-100-Meter-Staffel. In der Halle siegte er 2019 im Weitsprung, im 200-Meter-Lauf sowie in der 4-mal-200-Meter-Staffel. Für Nordmazedonien wurde er von 2022 bis 2025 Landesmeister im Weitsprung.

## Persönliche Bestleistungen
- 100 Meter: 10,50 s (+1,6 m/s), 11. Juni 2022 in Hvidovre (nordmazedonischer Rekord)
  - 60 Meter (Halle): 6,89 s, 22. Februar 2020 in Odense
- 200 Meter: 21,51 s (+0,9 m/s), 28. August 2011 in Odense
  - 200 Meter (Halle): 21,63 s, 2. Februar 2018 in Albuquerque
- Weitsprung: 7,91 m (+1,9 m/s), 30. Juli 2023 in Inneringen (nordmazedonischer Rekord)